# Club Bizarre
Club Bizarre – trzeci album studyjny niemieckiego zespołu U96, wydany w 1995 roku przez Guppy.

## Lista utworów
Źródło: Discogs
| Nr | Tytuł                 | Długość |
| -- | --------------------- | ------- |
| 1. | „Club Bizarre”        | 5:00    |
| 2. | „Jack”                | 4:06    |
| 3. | „Love Religion”       | 3:34    |
| 4. | „Die Mission”         | 4:15    |
| 5. | „Movin’”              | 5:28    |
| 6. | „If Looks Could Kill” | 6:20    |
| 7. | „Joy”                 | 4:55    |
| 8. | „Boot II”             | 5:17    |
| 9. | „Dark Room Rituals”   | 4:48    |

## Notowania na listach przebojów
| Kraj       | Lista (1995)                          | Najwyższa pozycja |
| ---------- | ------------------------------------- | ----------------- |
| Węgry      | Top 40 album- és válogatáslemez-lista | 16                |
| Szwecja    | Top 50 Albums                         | 19                |
| Niemcy     | Albums Top 100                        | 22                |
| Austria    | Alben Top 40                          | 23                |
| Holandia   | Album Top 100                         | 24                |
| Szwajcaria | Alben Top 50                          | 37                |